# Muros (la Corunya)
Muros és un municipi de la província de la Corunya a Galícia. Pertany a la Comarca de Muros. És situat a l'extrem septentrional de la ria de Muros i Noia, la més septentrional de les Rías Baixas.

## Història
El 1544, durant la Guerra d'Itàlia de 1542–46 Álvaro de Bazán el vell derrotà l'armada francesa a la batalla de Muros.

## Demografia
| 1991  | 1996  | 2001  | 2004  |
| ----- | ----- | ----- | ----- |
| 11255 | 11065 | 10156 | 10050 |

## Parròquies
- Abelleira (Santo Estevo)
- Esteiro (Santa Mariña)
- Louro (Santiago)
- Muros (San Pedro)
- Serres (San Xoán)
- Tal (Santiago)
- Torea (San Xián)